# 伊万·赫林卡
伊万·赫林卡（捷克語：Ivan Hlinka，1950年1月26日—2004年8月16日），捷克男子冰球运动员。他曾代表捷克斯洛伐克国家队参加1972年和1976年冬季奥林匹克运动会冰球比赛，获得一枚银牌和一枚铜牌。